# جهد كهركيميائي
الجهد الكهركيميائي في الكيمياء هو كمون كيميائي {\displaystyle \mu _{i}} لأحد الأيونات {\displaystyle i} واقع تحت تأثير جهد كهربائي {\displaystyle \varphi }. وحدة الجهد الكهركيميائي هي جول/مول ويرمز لها بالرمز {\displaystyle {\overline {\mu }}_{i}}.
تنطبق عليه المعادلة:
{\displaystyle {\overline {\mu }}_{i}=\mu _{i}+z_{i}\mathrm {F} \varphi }
| {\displaystyle z_{i}} | عدد الشحنات على الأيون             |
| F                     | ثابت فاراداي , F = 96485.33 C/ mol |

- الوحدة لثابت فاراداي هي كولوم/مول.
- في الحالة الخاصة مثل حالة ذرة غير مشحونة، أي عندما تكون {\displaystyle z_{i}} = 0 تتساوى {\displaystyle {\bar {\mu }}_{i}=\mu _{i}}.

تعطي {\displaystyle {\overline {\mu }}_{i}} كمية الشغل الواجب تقديمها لنظام لتعلية كمية الأيونات من النوع {\displaystyle i} من العدد {\displaystyle n_{a}} إلى {\displaystyle n_{e}}، في ظروف ضغط{\displaystyle P} ثابت ودرجة حرارة {\displaystyle T} ثابتة، وعدد جزيئات النظام ثابت.
{\displaystyle \Delta G=\int _{n_{a}}^{n_{e}}{\overline {\mu }}_{i}\,dn_{i}}
وفي الظروف المعطاة يكون الشغل اللازم إمداده إلى النظام مساويا طاقة غيبس الحرة
{\displaystyle \Delta G} للنظام . ( قارن كمون كيميائي)
وحيث أن وجود فرق جهد في نظام يتسبب في تأدية شغل، تجري التفاعلات الكيميائية عن طريق أيونات لفترة زمنية معينة حتى تتساوي الجهود الكهروكيميائية لمواد النظام . وتفسر مشاهدة تلك الظاهرة التي تتم على أسطح الأطوار المختلفة، والتي تأخذ في الاعتبار نوع واحد من الأيونات، تفسر طريقة عمل القطب الزجاجي كمقياس لقيمة pH . كما تؤدي تلك المشاهدة إلى استنباط معادلة نرنست.
ولا ينطبق هذا المبدأ على الأيونات فحسب بل يمكن تطبيقه أيضا على جميع الجسيمات المشحونة. فمثلا تعادل طاقة فيرمي للإلكترونات في مادة صلبة الجهد الكهركيميائي لها . وموازنة الجهود الكهروكيميائية للإلكترونات عبر سطح التلامس بين معدن و شبه موصل تعمل على نشأة حاجز شوتكي، ذات الأهمية في تقنية أشباه الموصلات.
ينتج الجهد الكهربائي على قطب E في الكيمياء الكهربية ويعتمد أساسيا على الجهد الكهركيميائي {\displaystyle {\overline {\mu }}_{i}} لمادة القطب والكهرل، ولكن الجهد الكهربائي يختلف عن الجهد الكهركيميائي: فالجهد الكهربائي E هو طاقة مقسومة على الشحنة، أما الجهد الكهركيميائي المعرف هنا {\displaystyle {\overline {\mu }}_{i}} فوحدته طاقة/مول.

## اقرأ أيضا
- تدرج كهركيميائي
- جهد قياسي
- قطب قياسي للهيدروجين
- نصف تفاعل
- كيمياء كهربية
- اختزال
- تفاعل عكوس
- بطارية الرصاص
- تفكك كيميائي
- تفاعلات أكسدة-اختزال
- قائمة الجهود القياسية